# Oligosarcus pintoi
Oligosarcus pintoi är en fiskart som beskrevs av Amaral Campos, 1945. Oligosarcus pintoi ingår i släktet Oligosarcus och familjen Characidae. Inga underarter finns listade i Catalogue of Life.